# Varnish La Piscine
 (avril 2025).
La mise en forme du texte ne suit pas les recommandations de Wikipédia : il faut le « wikifier ».
Les points d'amélioration suivants sont les cas les plus fréquents. Le détail des points à revoir est peut-être précisé sur la page de discussion.
- Les titres sont pré-formatés par le logiciel. Ils ne sont ni en capitales, ni en gras.
- Le texte ne doit pas être écrit en capitales (les noms de famille non plus), ni en gras, ni en italique, ni en « petit »…
- Le gras n'est utilisé que pour surligner le titre de l'article dans l'introduction, une seule fois.
- L'italique est rarement utilisé : mots en langue étrangère, titres d'œuvres, noms de bateaux, etc.
- Les citations ne sont pas en italique mais en corps de texte normal. Elles sont entourées par des guillemets français : « et ».
- Les listes à puces sont à éviter, des paragraphes rédigés étant largement préférés. Les tableaux sont à réserver à la présentation de données structurées (résultats, etc.).
- Les appels de note de bas de page (petits chiffres en exposant, introduits par l'outil «  Source ») sont à placer entre la fin de phrase et le point final[comme ça].
- Les liens internes (vers d'autres articles de Wikipédia) sont à choisir avec parcimonie. Créez des liens vers des articles approfondissant le sujet. Les termes génériques sans rapport avec le sujet sont à éviter, ainsi que les répétitions de liens vers un même terme.
- Les liens externes sont à placer uniquement dans une section « Liens externes », à la fin de l'article. Ces liens sont à choisir avec parcimonie suivant les règles définies. Si un lien sert de source à l'article, son insertion dans le texte est à faire par les notes de bas de page.
- La présentation des références doit suivre les conventions bibliographiques. Il est recommandé d'utiliser les modèles {{Ouvrage}}, {{Chapitre}}, {{Article}}, {{Lien web}} et/ou {{Bibliographie}}. Le mode d'édition visuel peut mettre en forme automatiquement les références.
- Insérer une infobox (cadre d'informations à droite) n'est pas obligatoire pour parachever la mise en page.

Pour une aide détaillée, merci de consulter Aide:Wikification.
Si vous pensez que ces points ont été résolus, vous pouvez retirer ce bandeau et améliorer la mise en forme d'un autre article.
Jephté Mbisi, dit Varnish La Piscine (anciennement Pink Flamingo,,,), né le 4 mars 1994 à Meyrin en Suisse, est un rappeur et producteur musical d'origine congolaise.
C'est l'un des principaux représentants du rap de la Suisse romande et plus généralement de la Suisse en compagnie de Superwak Clique Di-Meh, Slimka, et Makala,,,,.

## Biographie

### Jeunesse et vie privée
Jephté Mbisi a grandi dans une famille de mélomanes, amateurs de musiques congolaises et de musique des années 1990 tel que Sade, Sting, Phil Collins, Jamiroquai et Stéréo Lab. Mais le rappeur va prendre cela à contre pied en montrant un style des années 2000 avec des musiques et clips extrêmement colorés, intégrant parfaitement le r'n'b, s'inspirant de son ami Tyler The Creator ou du chanteur Pharrell William ainsi que du soul, du jazz, de la Bossa Nova mais aussi du hip-hop entendu dans les banlieues genevoises. C'est aussi un très grand cinéphile, amateur des films de Frederico Fellini, de Wes Anderson et des frères Cohen.
Il est le cadet d'une famille d'une famille de cinq enfants avec deux petits frères, une petite et une grande soeur.

### Débuts musicaux
Il a appris la musique et la composition en autodidacte Aujourd'hui, et depuis toujours, il est le producteur officiel du rappeur Makala depuis le début de sa carrière et à fait de nombreux featuring avec lui. Il a débuté en formant un duo Les frères de la Piscine.
En 2010, il rejoint le label Colors Records, créé un an plus tôt par Thibault Eigenmann et Théo Lacroix. Slimka, Di-meh et Makala rejoignent le label à la même période.

### Premiers pas
En 2019 il sort son premier album solo Le Regard qui tue, avec de nombreuses inspirations cinématographiques, pour lui cela est une révolution musical, il ainsi inspiré de nombreux autres rappeurs tel que Laylow pour ce format musical.
Il sorti ensuite plusieurs projets et participa à de nombreuses musicales avec Slimka (Tunnel Vision en 2021) et Makala. Puis sorti son EP Gun Love Fiction en 2017 en collaboration avec Makala, ainsi que Radio Suicide en 2019 et Chaos Kiss en 2022.
Il expérimenta un second album en 2020, Metronome Pole Dance Twist Amazone (bande originale du film), encore très inspiré par le cinéma des années 1970 avec même un court métrage associé, Les contes du Cockatoo (2020),,,,. Puis il sorti This Lake Is successful en 2023 ainsi qu'une mini série éponyme,,,, qui lui ont fait gagné en popularité dans de nombreux pays francophone.

## Discographie

### Collaboration
- 2017 : Wes Anderson (sur l'album No Bad, Vol.1 de Slimka)
- 2017 : Algénubi (sur l'EP Gun Love Fiction de Makala)
- 2018 : Kangol Jestski (sur l'album Focus, Vol.2 de Di-Meh)
- 2018 : Parfum Remix (sur l'album Dita Von Teese Remix de Dita von Teese)
- 2018 : Dynastie (avec Makala sur l'album No Bad, Vol.2 de Slimka)
- 2018 : Fast & Furious (sur l'album No Bad, Vol.2 de Slimka)
- 2019 : Civilisation (sur l'album Radio Suicide de Makala)
- 2019 : S.O.S (sur l'album Radio Suicide de Makala)
- 2019 : Outro (sur l'album Radio Suicide de Makala)
- 2019 : Dopo Michel Angelo (sur l'album Fake Love de Di-Meh)
- 2019 : For all the Roxannes(sur l'EP Peep Show de DeWolph)
- 2020 : Stand de tir (single avec Joanna sur la compilation du Kitsuné parisien)
- 2020 : Give me just (sur l'album In Between Spaces de Woodie Smalls)
- 2021 : Rainbow (sur l'album Tunnel vision de Slimka)
- 2022 : Intro X6 (sur l'album Chaos Kiss de Makala)
- 2022 : Film d'action (sur l'album Chaos Kiss de Makala)
- 2022 : Outrow (sur l'album Chaos Kiss de Makala)

### Production
- 2017 : EP Gun Love Fiction de Makala
- 2017 : Coupe le son sur l'album Grand Cru de Deen Burbigo feat Caballero & JeanJass, et Makala
- 2019 : Album Radio Suicide de Makala
- 2020 : La lune et le soleil sur l'album Sexy Planet de Bonnie Banane[26]
- 2020 : Venezia sur l'album Domesticated de Sébastien Tellier[27]
- 2022 : Album Chaos Kiss de Makala

## Cinématographie
- 2020 : Moyen métrage Les comptes du Cockatoo[28]
- 2023 : Mini série This Lake Is Successful[29],[25]